# Нагайбакский район
Нагайба́кский райо́н — административно-территориальная единица (район) и одноимённое муниципальное образование (муниципальный район) в Челябинской области Российской Федерации.
Административный центр — село Фершампенуаз.

## География
Район граничит на западе, северо-западе и севере с Верхнеуральским районом, на северо-востоке и востоке с Чесменским районом, на юге и юго-западе с Агаповским районом, на юго-востоке и юге с Карталинским районом.
Площадь 3022 км².

## История
Район назван по имени нагайбаков, тюркоязычного коренного малочисленного народа России, этнографической группы кряшен.
В 1736 году по указу императрицы Анны Иоанновны в целях укрепления пограничья с Башкирией на территории Южного Приуралья было создано Нагайбакское казачье войско, а на реке Ик заложена Нагайбацкая крепость, куда из Уфимского уезда на службу были собраны новокрещены, переехавшие из Татарии и Башкирии с женами и детьми.
Как новые казаки они принимали участие во всех крупнейших сражениях XVIII века, в Отечественной войне 1812 года, заграничных походах. В честь побед русского оружия позднее на территории района появились населённые пункты Кассельский, Остроленский, Париж, Требиатский, Арсинский, Куликовский, куда нагайбаки были переселены для охраны границ России в составе Новолинейного района. Современным районным центром стало село Фершампенуаз, названное в память о сражении под одноимённым французским селением на реке Марне. О славных победах напоминает серебряный меч в центре герба Нагайбакского района, геральдический символ власти, мужественности, силы.

## Население
| 2002    | 2005    | 2006    | 2007    | 2008    | 2009    | 2010    |
| ------- | ------- | ------- | ------- | ------- | ------- | ------- |
| 24 310  | ↘23 255 | ↘22 834 | ↘22 298 | ↘21 984 | ↗22 033 | ↘20 927 |
| 2011    | 2012    | 2013    | 2014    | 2015    | 2016    | 2017    |
| ↘20 861 | ↘20 415 | ↘19 964 | ↘19 593 | ↘19 211 | ↘18 944 | ↘18 784 |
| 2018    | 2019    | 2020    | 2021    | 2023    |         |         |
| ↘18 476 | ↘18 201 | ↘18 083 | ↘17 506 | ↘17 105 |         |         |

### Урбанизация
В городских условиях (рабочий посёлок Южный) проживают  8,85 % населения района.

### Национальный состав
Проживают русские (45,3 %), нагайбаки (29,4 %), казахи (13,6 %). Всего в районе проживают представители 12 национальностей. Нагайбаки компактно проживают в посёлках Кассельском, Требиятском, Астафьевском, Остроленском, Кужебаевском и селах Париж, Фершампенуаз.

## Территориальное устройство
Нагайбакский район как административно-территориальная единица области делится на 9 сельсоветов и 1 рабочий посёлок (посёлок городского типа) с подчинёнными ему населёнными пунктами. Нагайбакский муниципальный район, в рамках организации местного самоуправления, включает 10 муниципальных образований, в том числе соответственно 9 сельских поселений и 1 городское поселение:
| №  | Муниципальное образование           | Административный центр | Количество населённых пунктов | Население (чел.) | Площадь (км²) |
| -- | ----------------------------------- | ---------------------- | ----------------------------- | ---------------- | ------------- |
| 1  | Южное городское поселение           | рабочий посёлок Южный  | 1                             | ↘1514            | 22,76         |
| 2  | Арсинское сельское поселение        | посёлок Арсинский      | 3                             | ↗1063            | 315,57        |
| 3  | Балканское сельское поселение       | посёлок Балканы        | 4                             | ↘871             | 240,84        |
| 4  | Кассельское сельское поселение      | посёлок Кассельский    | 3                             | ↘1050            | 293,89        |
| 5  | Куликовское сельское поселение      | посёлок Северный       | 5                             | ↘1295            | 470,21        |
| 6  | Нагайбакское сельское поселение     | посёлок Нагайбакский   | 6                             | ↘1596            | 277,68        |
| 7  | Остроленское сельское поселение     | посёлок Остроленский   | 3                             | ↘2282            | 307,90        |
| 8  | Парижское сельское поселение        | село Париж             | 4                             | ↘1828            | 524,55        |
| 9  | Переселенческое сельское поселение  | посёлок Гумбейский     | 3                             | ↘1038            | 160,99        |
| 10 | Фершампенуазское сельское поселение | село Фершампенуаз      | 5                             | ↘4950            | 404,54        |

### Населённые пункты
В Нагайбакском районе 37 населённых пунктов.
| №  | Населённый пункт   | Тип             | Население | Муниципальное образование           |
| -- | ------------------ | --------------- | --------- | ----------------------------------- |
| 1  | Александро-Невский | посёлок         | ↘179      | Балканское сельское поселение       |
| 2  | Арасламбаевский    | посёлок         | ↘296      | Нагайбакское сельское поселение     |
| 3  | Арсинский          | посёлок         | ↘1068     | Арсинское сельское поселение        |
| 4  | Астафьевский       | посёлок         | ↘253      | Куликовское сельское поселение      |
| 5  | Балканы            | посёлок         | ↘507      | Балканское сельское поселение       |
| 6  | Берёзовая Роща     | посёлок         | ↘206      | Нагайбакское сельское поселение     |
| 7  | Гумбейский         | посёлок         | ↘632      | Переселенческое сельское поселение  |
| 8  | Заречный           | посёлок         | ↘145      | Балканское сельское поселение       |
| 9  | Знаменка           | посёлок         | ↘324      | Фершампенуазское сельское поселение |
| 10 | Калининский        | посёлок         | ↘184      | Арсинское сельское поселение        |
| 11 | Кассельский        | посёлок         | ↘998      | Кассельское сельское поселение      |
| 12 | Копаловский        | посёлок         | ↘82       | Арсинское сельское поселение        |
| 13 | Крупское           | село            | ↘242      | Переселенческое сельское поселение  |
| 14 | Кужебаевский       | посёлок         | ↘240      | Парижское сельское поселение        |
| 15 | Куликовский        | посёлок         | ↘309      | Куликовское сельское поселение      |
| 16 | Курганный          | посёлок         | ↘302      | Фершампенуазское сельское поселение |
| 17 | Куропаткинский     | посёлок         | ↘362      | Остроленское сельское поселение     |
| 18 | Лебединое          | село            | ↘286      | Парижское сельское поселение        |
| 19 | Лесные Поляны      | посёлок         | ↘130      | Куликовское сельское поселение      |
| 20 | Набережный         | посёлок         | ↘91       | Куликовское сельское поселение      |
| 21 | Нагайбакский       | посёлок         | ↘818      | Нагайбакское сельское поселение     |
| 22 | Новочерниговский   | посёлок         | ↘183      | Парижское сельское поселение        |
| 23 | Остроленский       | посёлок         | ↘2021     | Остроленское сельское поселение     |
| 24 | Париж              | село            | ↘1712     | Парижское сельское поселение        |
| 25 | Переселенческий    | посёлок         | ↘307      | Переселенческое сельское поселение  |
| 26 | Петровский         | посёлок         | ↘333      | Нагайбакское сельское поселение     |
| 27 | Подгорный          | посёлок         | ↘189      | Кассельское сельское поселение      |
| 28 | Придорожный        | посёлок         | ↘325      | Остроленское сельское поселение     |
| 29 | Рассвет            | посёлок         | ↘159      | Фершампенуазское сельское поселение |
| 30 | Северный           | посёлок         | ↘812      | Куликовское сельское поселение      |
| 31 | Слюда              | деревня         | ↘223      | Фершампенуазское сельское поселение |
| 32 | Совхозный          | посёлок         | ↘194      | Нагайбакское сельское поселение     |
| 33 | Требиятский        | посёлок         | ↘226      | Балканское сельское поселение       |
| 34 | Фершампенуаз       | село            | ↘4048     | Фершампенуазское сельское поселение |
| 35 | Чернореченский     | посёлок         | ↘222      | Кассельское сельское поселение      |
| 36 | Южный              | рабочий посёлок | ↘1514     | Южное городское поселение           |
| 37 | Ягодная            | деревня         | ↘0        | Нагайбакское сельское поселение     |

### Упразднённые населённые пункты
Посёлок Ак-Чишма.

## Экономика
Район — сельскохозяйственный, с ярко выраженным зерновым земледелием и животноводством.
АО «Александринская горно-рудная компания» ПАО «РМК» добывает медно-цинковую руду.
ООО «ГПП «Рудник Южный» добывает кварцевое сырьё.

## Люди, связанные с районом
- Леонид Анатольевич Сметанников (родился в 1943 году) — оперный певец, народный артист СССР (1987).